# Pincio

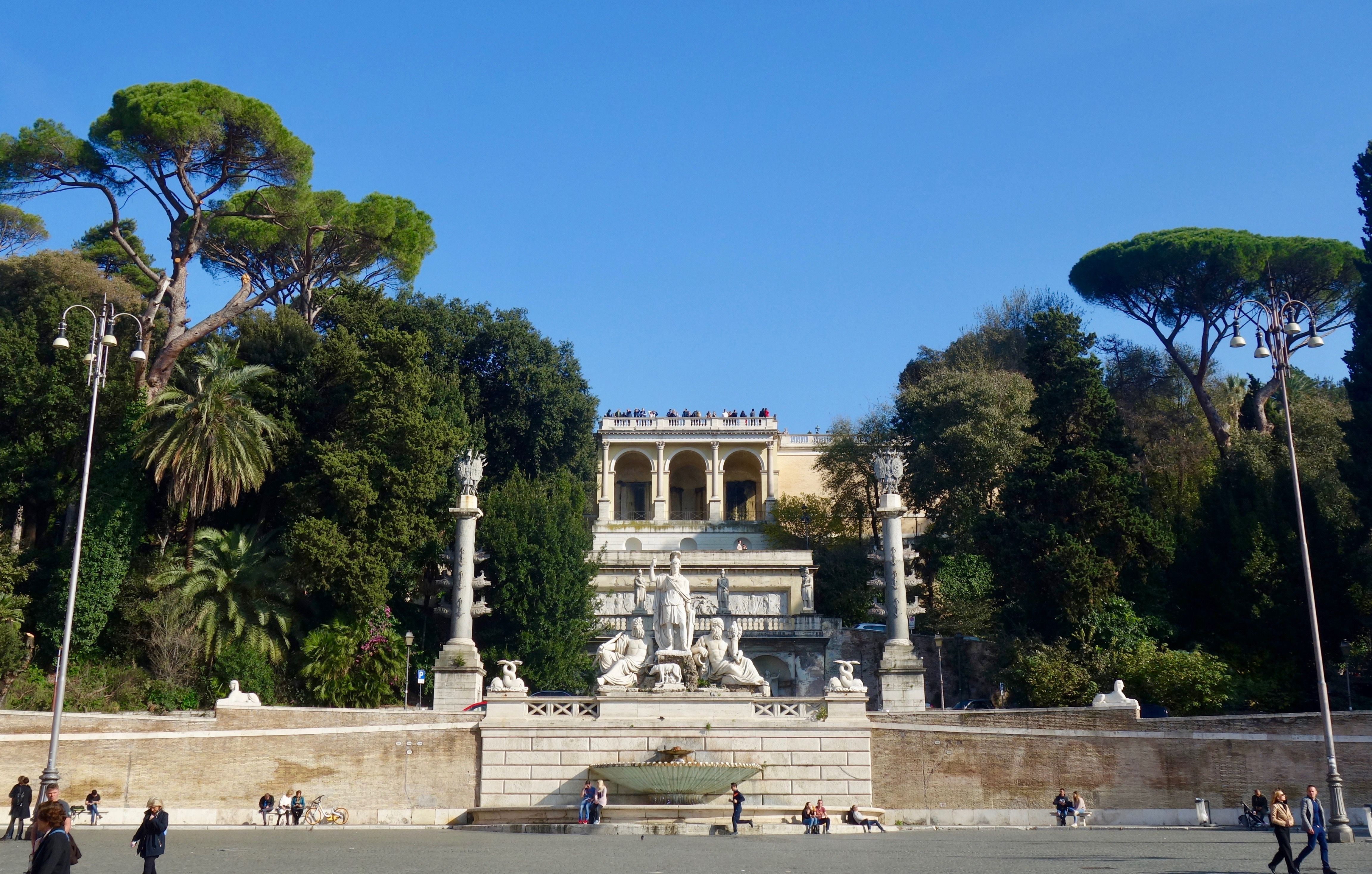
Treppen zum Pincio an der Piazza del Popolo (östlich des Platzes)

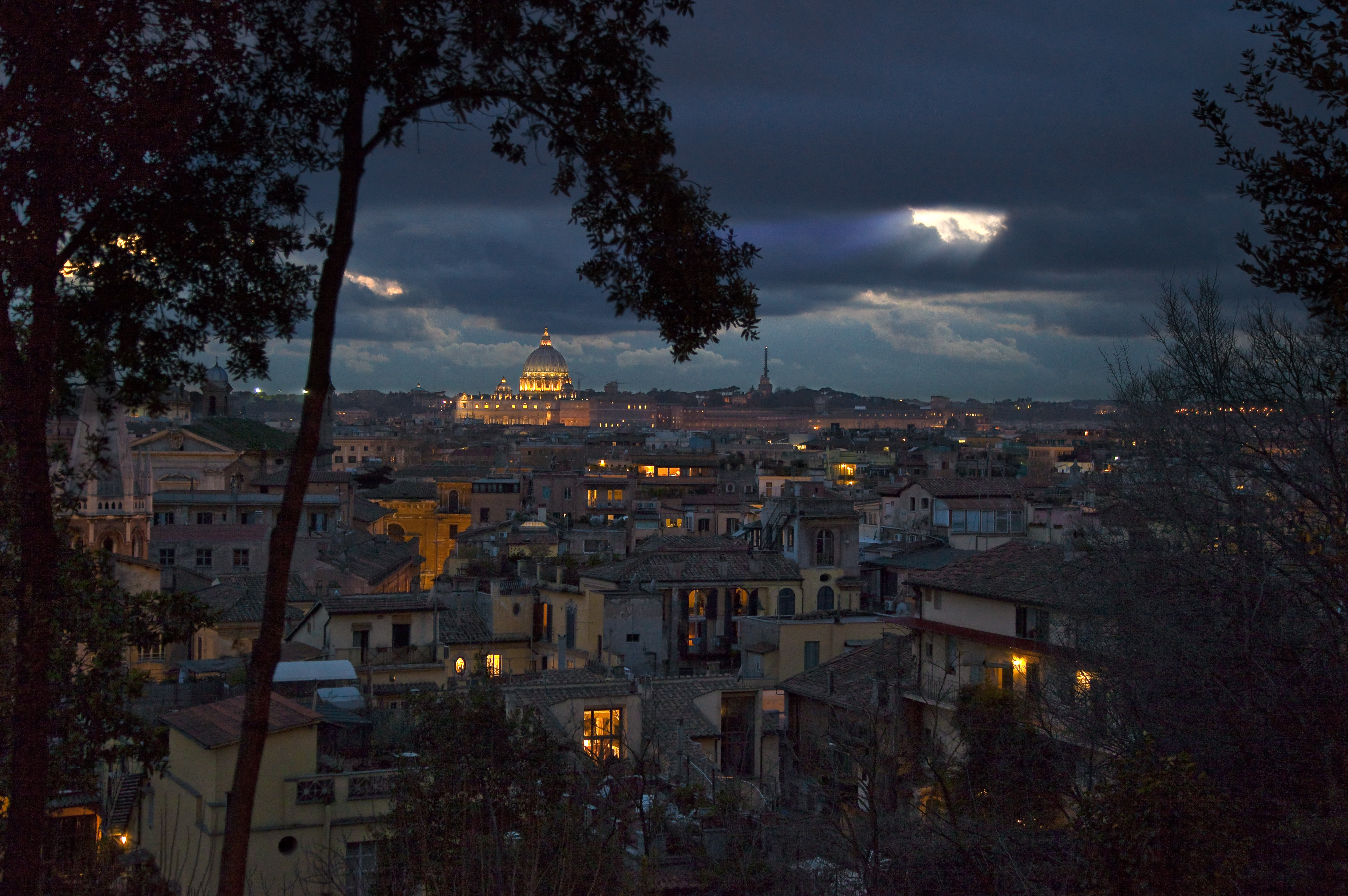
Blick vom Pincio auf das nächtliche Rom in Richtung Petersdom

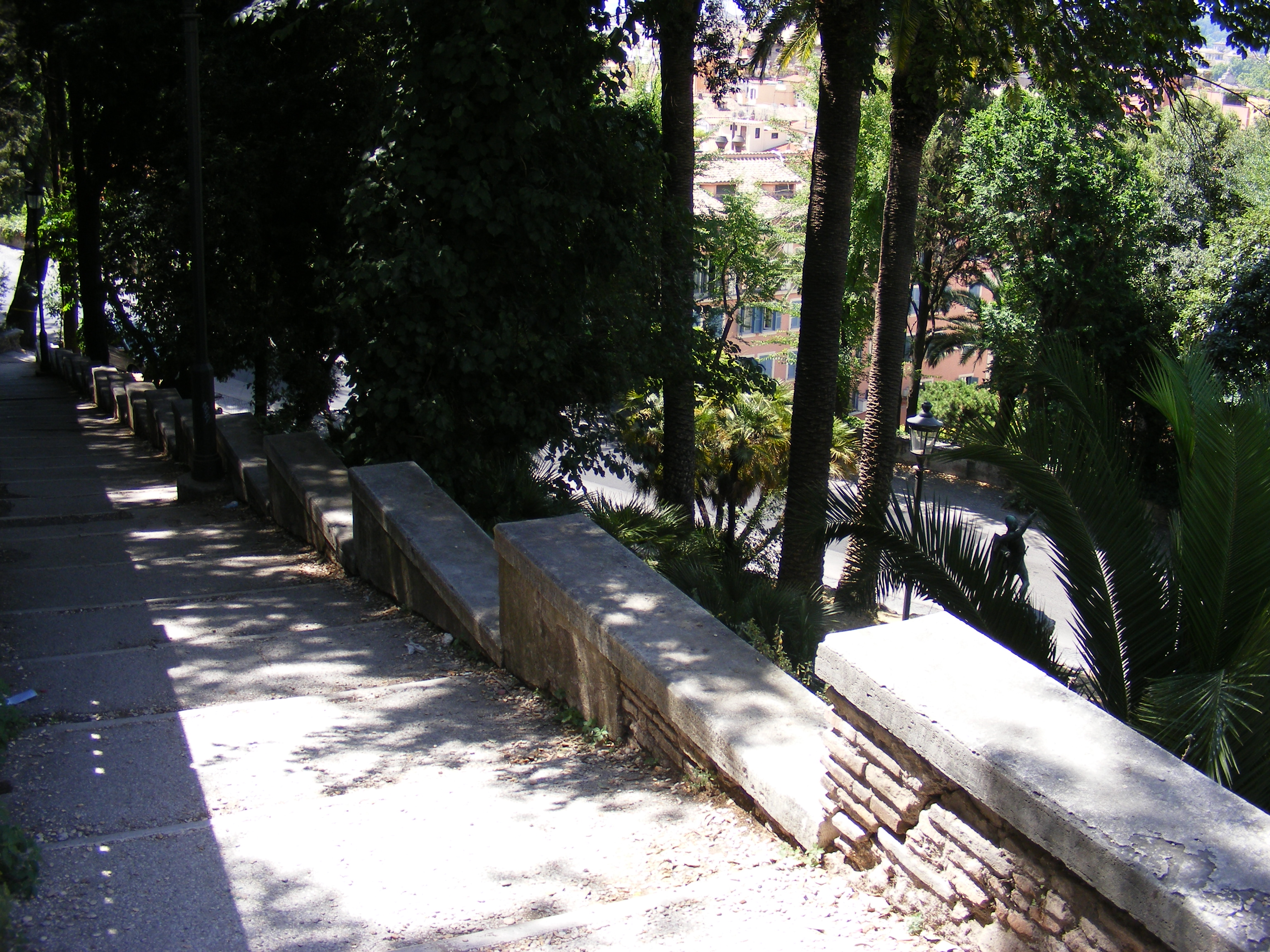
Serpentinenstraße zum Pincio

Der Pincio (auch Monte Pincio; lateinisch Mons Pincius) ist ein Hügel im nördlichen Stadtgebiet von Rom. Er zählt nicht zu den Sieben Hügeln Roms und gehörte zur 7. augusteischen Region.
Der Hügel lag ursprünglich außerhalb der antiken Stadt. In der späten Republik wurden dort große Villen und Gärten angelegt. Die von Lucius Licinius Lucullus angelegten Horti Luculliani, in denen Messalina, die Frau des Claudius, getötet wurde, gingen später ebenso in kaiserlichen Besitz über wie die nordwestlich davon gelegenen Horti Pompeiani und die Horti Sallustiani des Historikers Sallust direkt südlich des Pincio. Der Hügel wurde wegen dieser Anlagen, zu denen auch die Horti Aciliorum der Acilii Glabriones gehörten, collis hortulorum („Gartenhügel“) genannt, in der Kaiserzeit in das Stadtgebiet einbezogen (bei der Erweiterung des Pomeriums durch Claudius) und dicht bebaut. Auf dem Hügel stand das Grabmal der Domitii, in dem die Asche Neros beigesetzt wurde. Nach dem Pincio benannt ist die Porta Pinciana der Aurelianischen Stadtmauer.
Der heutige Name des Hügels geht möglicherweise auf die Familie der Pincii zurück, die in der Spätantike dort ein großes Anwesen besaß (domus Pinciana), das später in kaiserlichen Besitz überging.
Im Osten der Piazza del Popolo führen Treppen zum Pincio-Park. Der Weg ist von einem kleinen künstlichen Wasserfall gesäumt. Etwas weiter südlich führt die Spanische Treppe des Architekten Francesco De Sanctis auf den Pinciohügel. Direkt angrenzend befindet sich der Park Villa Borghese.
An der Viale dell’Obelisco befindet sich der Antinous-Obelisk mit einer Höhe von 9,25 Metern.